# Мірольда
Мірольда (фр. Gouffre Mirolda або Gouffre Mirolda-Lucien Bouclier) — печера в альпійській області Верхня Савоя, Франція. Одна з якнайглибших печер світу (−1626/1733 м), друга по глибині печера Франції.

## Історія досліджень
У 1990 році глибина печери становить -1221 м.
У січні 1998 року Мірольда досягла глибини −1610 м, обійшовши на 8 м розташоване по сусідству провалля Жан-Бернар і стала якнайглибшою печерою планети.
У серпні того ж 1998 року якнайглибшою печерою стає австрійська Лампрехтсофен з результатом −1632 м. А в 2001 році Мірольду відсовує на 3-е місце печера Крубера (Вороняча) на Кавказе, глибина якої склала −1710 м.
У січні 2003 року, після проходження групою з чотирьох спелеологів складного сифона на дні печери, Мірольда знову стає найглибшою −1733 м, проте вже через рік, в 2004 році безнадійно поступається печері Крубера (Воронячій). Але ще в період першості з'являються повідомлення, що по геологічних умовах розвантаження Мірольди не може бути нижче відмітки 710 м н.р.м., а з урахуванням того, що висота верхнього входу в систему відома (2336 м), глибина Мірольди не може бути більше 2336—710 = 1626 м. Було зроблено припущення, що в давно відомій частині Мірольди при топоз'йомці припустилася помилки більш ніж на 100 м по вертикалі (і, отже, вона взагалі ніколи не була якнайглибшою: відмітка −1610 відповідає лише −1500 м). І хоча ніяких нових вимірів не було проведено, а помилка не була явно встановлена, глибина Мірольди у більшості джерел вказується −1626 м, що відповідає 5-ій позиції серед найглибших печер світу.